# Дайнсте
Дайнсте (нім. Deinste) — громада в Німеччині, розташована в землі Нижня Саксонія. Входить до складу району Штаде. Складова частина об'єднання громад Фреденбек.
Площа — 27,25 км2. Населення становить 2150 ос. (станом на 31 грудня 2021).